# ناحیه گرین وود، شهرستان سنت کلیر، میشیگان
ناحیه گرین وود (به انگلیسی: Greenwood Township) یک منطقهٔ مسکونی در ایالات متحده آمریکا است که در شهرستان سنت کلیر، میشیگان واقع شده‌است.
 ناحیه گرین وود ۹۲٫۹ کیلومتر مربع مساحت و ۱٬۵۳۸ نفر جمعیت دارد و ۲۲۸ متر بالاتر از سطح دریا واقع شده‌است.